# 장팅팅 (1987년)
장팅팅(중국어 간체자: 张渟婷, 병음: Zhāng Tíngtíng, 한자음: 장정정, Fiona Zhang, 1987년 8월 5일 ~ )는 중국의 배우이다.